# آرثر ألتشول
آرثر ألتشول (بالإنجليزية: Arthur Altschul)‏ هو شخصية أعمال أمريكي، ولد في 6 أبريل 1920 في مانهاتن في الولايات المتحدة، وتوفي في 17 مارس 2002 في نيويورك في الولايات المتحدة.